# Мартинес, Эстер
Эстер Мартинес (англ. Esther Martinez; 1912 — 16 сентября 2006) — американский лингвист и сказительница родом из индейского народа тева, проживающего в штате Нью-Мексико. Помимо своего имени по паспорту, носила также имя на родном языке P’oe Tsawa («синяя вода») и была также известна под рядом творческих псевдонимов, в том числе Ko’oe Esther («тётя Эстер»).
Первоначально проживала вместе с родителями в г. Игнасио в штате Колорадо, позднее — у своего деда и бабки в Оке-Овинге. Училась в Индейской школе Санта-Фе и Индейской школе Альбукерк, окончила среднее образование в 1930 году. После окончания школы она занималась воспитанием своих десятерых детей, также подрабатывала как повар и уборщица. В середине 1960-х годов, когда она работала в Средней школе имени Дж. Кеннеди для народов пуэбло, она познакомилась с лингвистом, который попросил её помочь ему в документировании памятников языка тева. В 1974—1989 Мартинес преподавала язык тева в посёлке Оке-Овинге. Она впервые перевела на язык тева Новый завет в сотрудничестве с Обществом переводчиков Библии имени Уиклифа. Также она опубликовала серию рассказов под заголовком «Моя жизнь в пуэбло Сан-Хуан» в 2004 в издательстве Иллинойсского университета. Получила почётную степень бакалавра искусств в сфере раннего детского образования от Колледжа Северного Нью-Мексико в 2006 году.
16 сентября 2006 Мартинес возвращалась домой из г. Вашингтона, где ей вручили Премию «Национальное наследие» (en:National Heritage Fellowship) Национального фонда искусств (en:National Endowment for the Arts). Близ города Эспаньола в штате Нью-Мексико в её машину врезался автомобиль с пьяным водителем, в результате чего она погибла.
- Мемориальная доска в честь Эстер Мартинес, открыта 8 ноября 2008 года.
- Некоторые члены семьи Эстер Мартинес